# Sibylle Nicolai

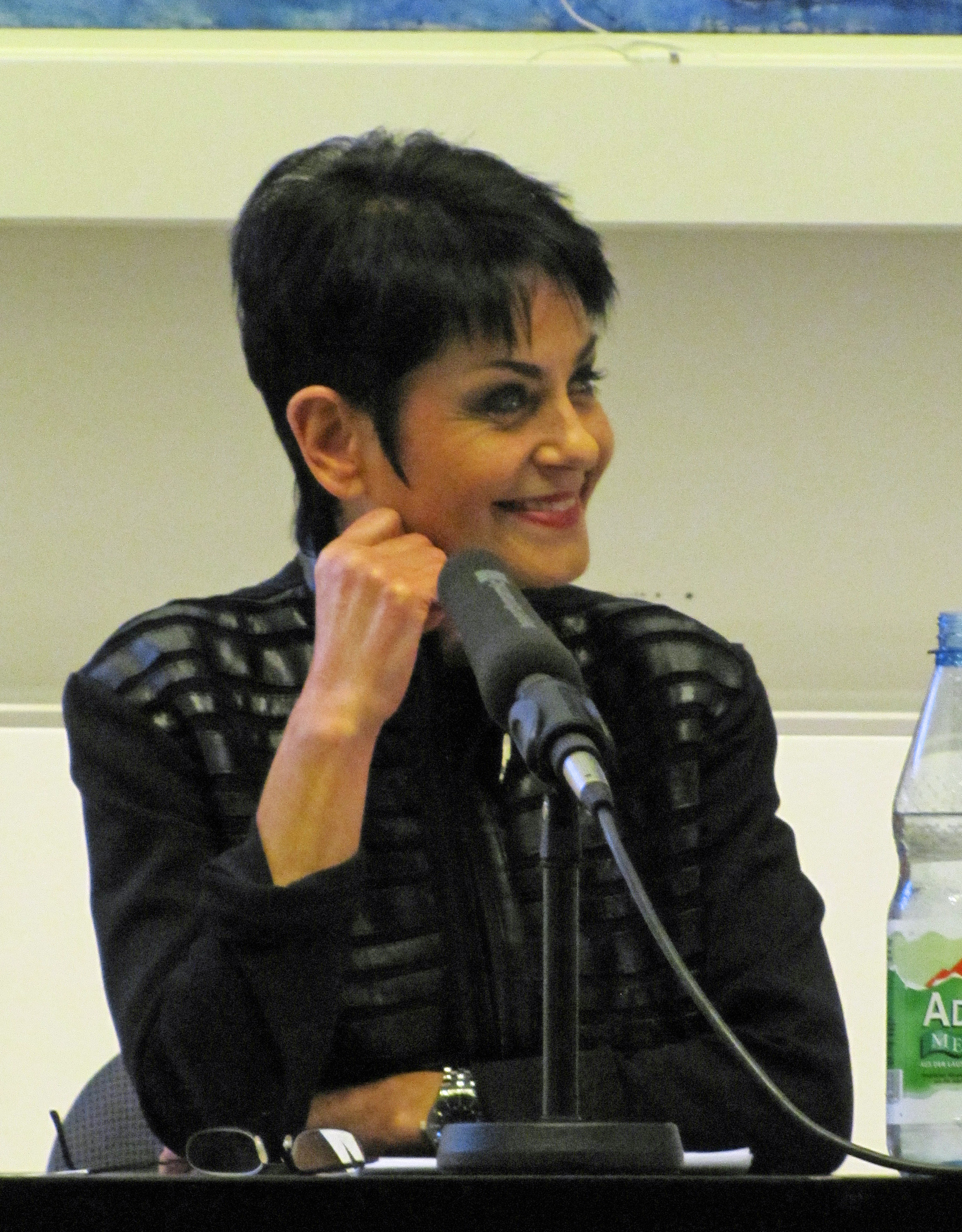
Sibylle Nicolai, 2010 in Frankfurt am Main

Sibylle Nicolai (* 12. September 1950 in Frankfurt am Main) ist eine deutsche Schauspielerin, Synchronsprecherin  und Moderatorin.

## Werdegang
Nicolais Talente wurden von ihren Eltern schon früh gefördert, bereits mit elf Jahren hatte sie ein erstes Engagement als Sprecherin bei Radio Luxemburg. Ab 1964 erhielt sie Gesangs- und Klavierunterricht am Dr. Hoch'schen Konservatorium in Frankfurt sowie Tanzunterricht, Ballettstunden und Eiskunstlauftraining. Von 1969 bis 1972 studierte sie Schauspiel und Tanz an der Staatlichen Hochschule für Musik und darstellende Kunst Frankfurt.
Ab 1971 war Nicolai auf zahlreichen Bühnen zu sehen, beispielsweise dem Theater Hagen, dem Theater Bremen, der Württembergischen Landesbühne Esslingen, den Städtischen Bühnen Nürnberg, Schauspielhaus Bochum, dem Kleinen Theater im Park Bad Godesberg, der Komödie im Marquardt Stuttgart, der Komödie Frankfurt, der Komödie am Kurfürstendamm Berlin, dem Contra-Kreis-Theater Bonn, der Komödie im Bayerischen Hof München, Komödie am Max II München und weiteren. Von 1983 bis 1985 war sie Mitglied des Kabaretts Münchner Lach- und Schießgesellschaft.
Sie spielte in zahlreichen Fernsehproduktionen, u. a. in Serien und Reihen wie SOKO 5113, Tatort, Alphateam, Die Fallers. Gemeinsam mit Peter Frankenfeld und Uwe Dallmeier trat sie in Frankenfelds Sketch Der Hund als Lehrling auf.
Von 1979 bis 1989 war sie Ansagerin im Programm des Zweiten Deutschen Fernsehens. Seit 1983 kamen Moderationen großer bzw. regelmäßiger Sendungen hinzu, etwa des ZDF Sonntagskonzerts, von ZDF-Freizeit, Leute heute (1997–1999), ML Mona Lisa (1999–2000) und  Wir Vier (2000–2001). Außerdem war sie als Hörfunkmoderatorin beim Hessischen Rundfunk und Südwestfunk tätig.
Ab 1975 war Nicolai in zahlreichen Hörspielen (u. a. 1987 in Der Mantel und Zukunft mit Vergangenheit von Heinz-Werner Geisenberger beim Hessischen Rundfunk) und in Hörbüchern zu hören. Daneben ist sie als Synchronsprecherin tätig, so für die Schauspielerin Kirstie Alley.
Nicolai betätigt sich außerdem als Autorin und verfasste fünf Hörspiele sowie Geschichten für Kinder.

## Filmografie

### Schauspielerin
- 1979: Geldsorgen
- 1986–1989: SOKO 5113
- 1987: Die Unsichtbare
- 1990: Heidi und Erni
- 1992: Lilli Lottofee
- 1994: Anwalt Abel
- 1995: Halali oder Der Schuß ins Brötchen
- 1996: Der Schattenmann
- 1998–1999: Die Fallers - Eine Schwarzwaldfamilie
- 2004: Ein Fall für zwei
- 2008: Alles was recht ist

### Synchronsprecherin
- 1989: Joanna Cassidy als Maggie Holtz in Trapper John, M.D.

- 1994: Judy Davis als Caroline Chasseur in No Panic – Gute Geiseln sind selten
- 1995: Kirstie Alley als Dr. Susan Verner in Das Dorf der Verdammten
- 1995: Priscilla Barnes als Veronica Barkley in Time Trax – Zurück in die Zukunft
- 1995–1996: Kirstie Alley als Rebecca Howe in Cheers
- 1996: Beverly Archer als Hardaway in Eine schrecklich nette Familie
- 1999: Mindy Sterling als Frau Verbissenheit in Austin Powers – Spion in geheimer Missionarsstellung
- 2001: Julie Caitlin Brown als Nicky in Becker
- 2003: Allison Janney als Bella, der Seestern (Peach) in Findet Nemo
- 2005: Wendie Malick als Clara Dalrymple in Im Rennstall ist das Zebra los
- 2011: Josiane Balasko als Claire in Ein freudiges Ereignis
- 2011: Colleen Camp als Ethel in Love, Wedding, Marriage – Ein Plan zum Verlieben
- 2014: Armelle als Julie Boucher in Das magische Buch von Arkandias

## Hörspiele und Hörbücher
- 1982: Ken Whitmore: Unterm Mistelzweig. Regie: Dieter Eppler, Übersetzung: Hubert von Bechtolsheim, SDR[3]
- 2003: Andrew Stanton: Findet Nemo (Hörspiel zum Film)
- 2006: Katy Gardner: Das bleiche Herz
- 2009: Aljoscha Long und Ronald Schweppe: Die 7 Geheimnisse der Schildkröte
- 2009: Felix Huby: Schlössers Geheimnis oder Frauen morden anders. Regie: Robert Schoen (Radio-Tatort 24 – SWR)
- 2014: Petra Reski: Palermo Connection

## Videospiele
- 2003: Findet Nemo - Abenteuer unter Wasser ... als Seestern Bella
- 2010: Alan Wake ... als Barbara Jagger
- 2016: Heaven's Hope (euroVideo) ... als Hexe Shona

## Veröffentlichungen
- 99 rote Rezepte: Von Gazpacho bis Red-Chicken-Curry. Eichborn, Frankfurt am Main 2001, ISBN 3-8218-3491-9.
- Wer wählt, wird Millionär. Axel Dielmann, Frankfurt am Main 2004, ISBN 3-933974-56-9.
- mit Thomas Bäppler (Hrsg.): Samstags gibt’s dick Supp. Das gehessische Suppenbuch mit Prominenteneinlage. B 3, Frankfurt am Main 2008, ISBN 978-3-938783-52-8.
- Die Revolte von Rumpelstilzchen & Co. oder Die Vergrimmbesserer (Komödie). Hartmann und Staufacher, Köln 2012, DNB 1025697979.
- Pneumatischer Busen & 'n Bembel voll Baileys. Epubli, Berlin 2013, ISBN 978-3-8442-4992-7.